# Niżniepodlesnyje Szygali
Niżniepodlesnyje Szygali (ros. Нижнеподлесные Шигали) – wieś (dieriewnia) w Rosji, w Tatarstanie, w rejonie drożżanowskim. W 2010 liczyła 239 mieszkańców, głównie Czuwaszy.